# Greenock
Greenock (Grianaig en gaélique (gd)) est une ville (et ancien burgh) située dans le council area de l'Inverclyde (dont elle est la capitale administrative) en Écosse. Elle occupe l'estuaire de la Clyde (Écosse), dans la région de lieutenance et ancien comté du Renfrewshire.
Ancien terminal maritime de Glasgow, port de l’Atlantique et bastion de l'industrie navale écossaise, elle fut de 1975 à 1996 la capitale administrative du district d'Inverclyde, au sein de la région du Strathclyde. Greenock a atteint sa population maximum en 1921 (81 123 hab.) et fut la sixième ville d’Écosse par sa taille. C'est aujourd'hui le quartier général d'IBM pour l'Europe, l'Afrique et le Moyen-Orient.
Le club de football de Greenock Morton dispute ses matches au Cappielow Park.

## Toponyme
Selon l'étymologiste William J. Watson, « Greenock était bien connue en gaélique comme Grianáig, datif du mot grianág, désignant un tertre ensoleillé. » Le toponyme écossais Grianaig est commun : on le retrouve à Greenock, près de Callander dans le comté de Menteith (anciennement le Perthshire) et à Muirkirk près de Kyle, aujourd'hui dans l'East Ayrshire. R. M. Smith (1921), faisant référence au littoral, estime qu'il s'agit plutôt d'une altération du brittonique *Graenag, désignant un lieu caillouteux ou sableux. Johnston (1934) signale que « certains Gaels nomment le port Ghónait », qui serait apparenté à greannach, qui signifie  « rugueux, graveleux. »
L'orthographe du nom de la ville a changé. Dans les lois du royaume, on l'appelait tantôt Grinok, Greenhok, Grinock, Greenhoke  ou Greinnock, et enfin Greinok. Les chartes ecclésiastiques emploient Grenok, graphie la plus fréquente jusqu'à l'adoption de Greenock vers 1700.
L'orthographe Greenoak (« chêne-vert ») est attestée par deux comptes d'usine datés de 1717, et s'appuie sur une légende selon laquelle les pêcheurs amarraient leur navire à un chêne-vert au bord de la Clyde, au bout de William Street ; mais cela n'est étayé par aucune source de sorte que cette étymologie anglophone est généralement taxée d'étymologie populaire. Néanmoins cette image est souvent exploitée dans les logos, gravée sur les édifices publics et sert même de blason à la coopérative locale. Elle a connu un regain de faveur en 1992 avec l'ouverture d'un nouveau centre commercial, The Oak Mall. On retrouve aussi ce nom dans une chanson du cru (The Green Oak Tree) ; mais on ne retrouve aucun chêne sur les anciennes armoiries du burgh : elles représentent les trois calices des hérauts de Shaw, un voilier toutes voiles dehors et deux harengs couronnant la devise God Speed Greenock.

## Histoire

### Les origines: baronnies et paroisses

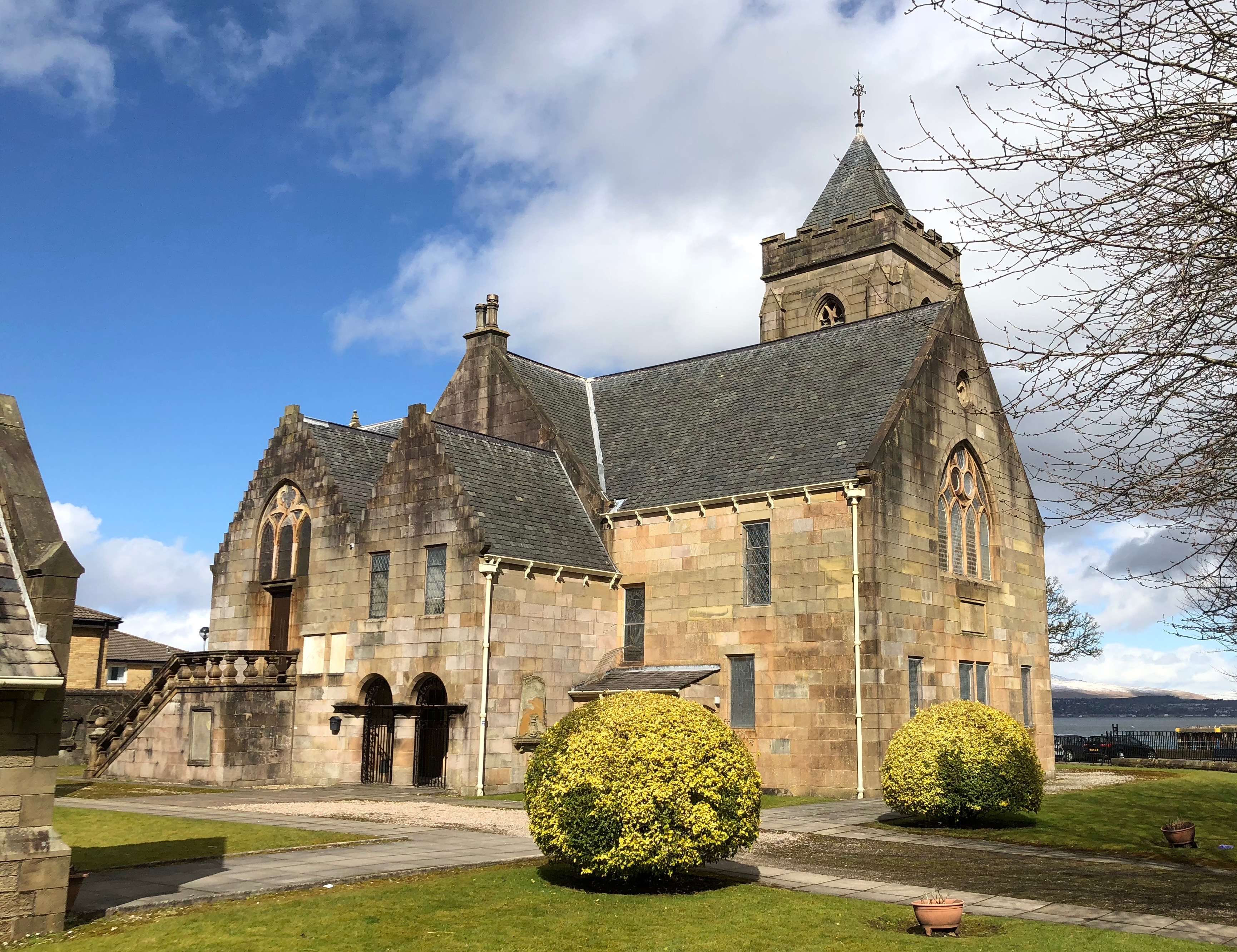
Le temple protestant d'Old West Kirk (1591), délabré, a été déplacé en 1928 pour le rapprocher du Firth of Clyde.

Le château d'Hugues de Grenock, élevé au rang de baron écossais en 1296, se trouvait apparemment à l'emplacement du château d'Easter Greenock. Vers 1400, l'un de ses successeurs, Malcolm Galbraith, mourut sans laisser de fils, et ses terres furent partagées entre ses deux filles pour former deux seigneuries distinctes : l'aînée hérita d'Easter Greenock et épousa un Crawfurd, tandis que Wester Greenock échut à sa cadette, qui épousa Schaw de Sauchie. Vers 1540, cette famille Schaw étendit ses terres vers l'ouest jusqu'à Gourock avec la baronnie de Finnart, et en 1542 Sir John Schaw fit construire le château de Wester Greenock,.
La Réforme écossaise de 1560 entraîna la fermeture des chapelles de la paroisse, et comme l'église d'Inverkip était éloignée de 10 km, par une route difficilement praticable l'hiver, John Schaw obtint en 1589 une charte de Jacques VI l'autorisant à construire une église pour les « pauvres vivant sur ses terres, des pêcheurs en grand nombre. » Baptisée Old Kirk ou l'Old West Kirk (en), elle se dresse sur la rive ouest de l'estuaire de la West Burn. Ce fut la première église protestante d’Écosse.
Les barons de la famille Schaw ont conservé pendant des siècles une grande influence à Greenock. En 1670, Sir John Shaw obtint une charte du roi Charles II, l'autorisant à fusionner les terres de Finnart et de Wester Greenock pour former la baronnie de Greenock.

### Les pêcheries et l'atelier naval
Les côtes de Greenock dessinent une vaste baie indentée en trois endroits : cette Baie de Quick était réputée comme un mouillage sûr dès 1164. À l'Est, une baie sablonneuse court jusqu'à l'église d'Old Kirk, le ruisseau de West Burn et le château de Wester Greenock. C'est un village de pêche qui a d'abord occupé ce golfe, et vers 1635, Sir John Schaw y fit lancer une jetée. Simultanément, un décret royal élevait Greenock au rang de burgh bénéficiant notamment du droit de foire. En poursuivant vers l'est, la baie Saint Laurence relie Easter Greenock à la pointe de Garvel (ou pointe de Gravel). Avec l'édification de la jetée du baron, le village de pêcheurs qu'était Cartsdyke prit le nom de Crawfurdsdyke (la terre d'Easter Greenock étant l'apanage des barons de Crawfurd). En 1642, il obtint le statut de burgh, et c'est entre autres de ce port qu'embarquèrent les colons du Projet Darién avorté, en 1697. La ville s'appelait Cartsburn.
Les pêcheries étaient prospères et ses caques de hareng salé s'exportaient partout en Europe. Mais les navires hauturiers ne pouvant remonter la Clyde faute de tirant d'eau, les négociants de Glasgow, et parmi eux les magnats du tabac s'estimaient rançonnés par le coût des droits d'accès au port de Greenock et des entrepôts. Lorsque les seigneurs de l'endroit, endettés, mirent en vente leurs terres dEaster Greenock, ces hommes d'affaires tentèrent d'acheter le domaine de Garvel pour y aménager leur propre port, mais Sir John Schaw les prit de vitesse en obtenant en 1670 un décret royal qui unifiait les terres d'Easter et Wester Greenock en un burgh unique, la baronnie de Greenock. On créa une baronnie de Cartsburn séparée, gouvernée par Thomas Craufurd. Enfin, en 1668, la cité de Glasgow obtint l'affermage de 5,3 ha de terrain attenant au château de Newark, et entreprit aussitôt la construction du Port de Glasgow, qui dès 1710 exploitait la principale douane de la Clyde.

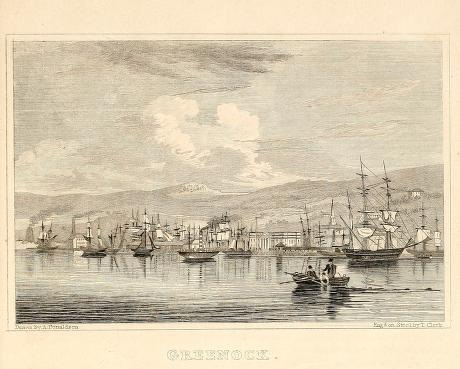
La rade de Greenock, vers 1838

De 1696 à 1700, les barons Schaw et leurs sujets réclamèrent en vain au Parlement d’Écosse le privilège d'un port à Greenock, jusqu'à ce que les Actes d'Union (1707) libéralisent le droit de commerce avec les Amériques et, par là-même, la traite négrière avec les comptoirs d'Afrique occidentale. Les bourgeois de Greenock démarrèrent alors les travaux de creusement en 1710, et armèrent de quais toute la Baie de Sir John. L'année suivante, les chantiers navals Scotts obtinrent l'adjudication des terrains compris entre le port et le ruisseau de West Burn pour construire des navires de pêche. Greenock s'imposa rapidement comme un gros arsenal naval, et bien que les sacs de tabac importé des colonies fussent convoyés à Glasgow à dos de mulet, les arrivages  massifs de sucre étaient raffinés localement.

### Le comptoir d'enregistrement et les premiers vapeurs

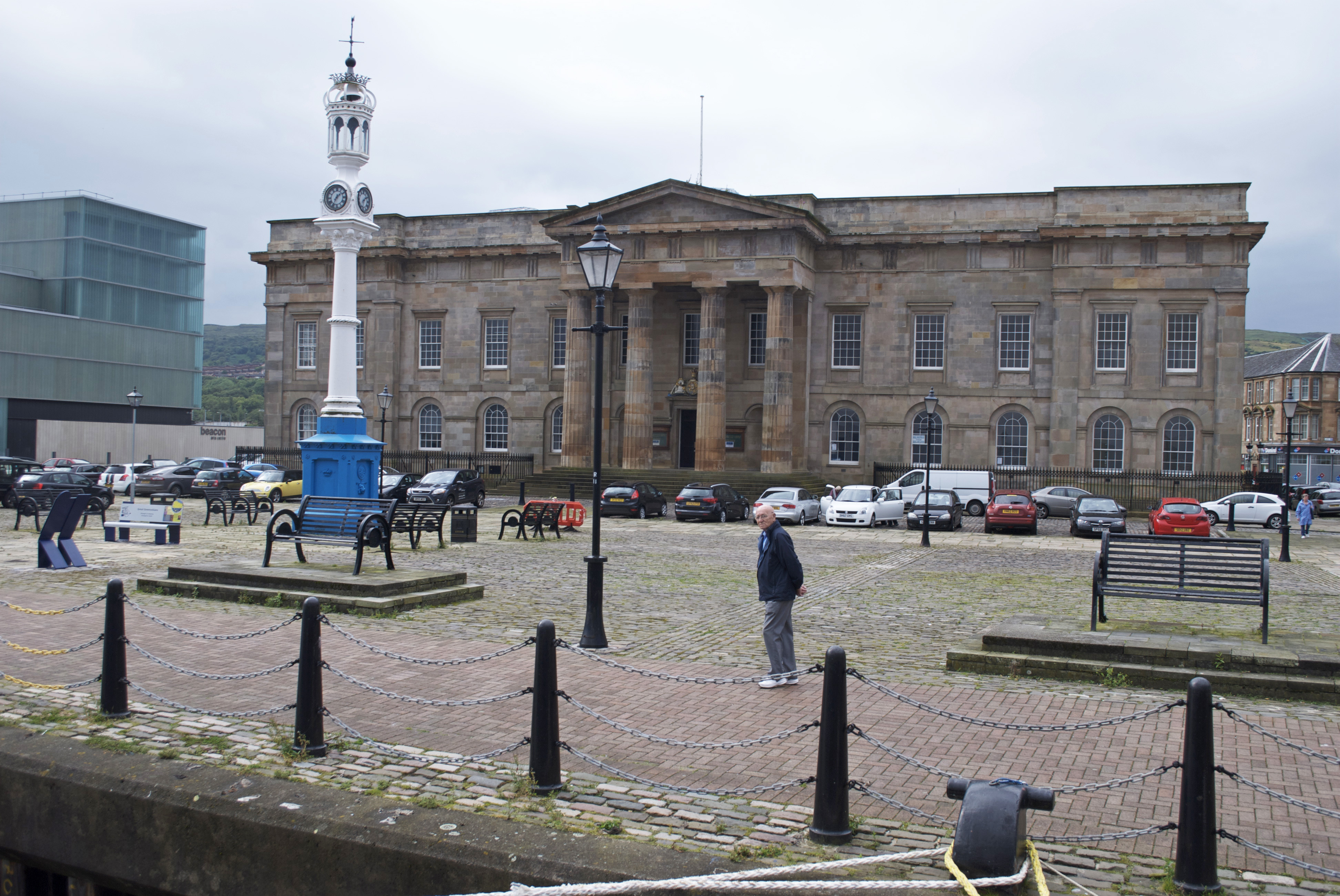
Les douanes vues depuis le quai.

En 1714, Greenock devint un port douanier, annexe du port de Glasgow, dont la capitainerie s'était momentanément déportée à Greenock. Les bénéfices s'amassaient avec la croissance du commerce triangulaire, si bien qu'en 1778 il fallut déplacer les guichets de douane dans les hangars du Quai de l'Ouest du port.
À partir de 1774, le dragage du chenal dans la Clyde permit d'acheminer par bateau les cargaisons jusqu'à Glasgow, mais les marchands continuaient d'exploiter le port de Greenock. La Guerre d'indépendance des États-Unis mit temporairement un terme au commerce, et si la batterie côtière du Fort Beauclerc, défendant le débouché du West Burn, fut renforcée pour tenir en respect les flibustiers, le commerce se réorienta vers les importations de rhum et de sucre des Antilles, celle des vins d'Espagne et de la morue de Terre-Neuve. La station baleinière fut active pendant 40 ans.
En 1791, on agrandit le quai de l'est d'une nouvelle jetée. Le premier navire maritime à vapeur d'Europe, le Comet, mis en service 1812, cabotait fréquemment entre Glasgow, Greenock et Helensburgh : à Greenock, son estacade prit le nom de Steamboat Quay (le quai du vapeur).
Il fallait sans cesse agrandir l'entrepôt des douanes : au mois de mai 1817, on posa la première pierre de la nouvelle Custom House, conçue par l'architecte William Burn. Son architecture néoclassique s'organise autour d'un portique dorique ouvert sur les quais, qu'on rebaptisa le quai des douanes. En 1828, la Custom House était célébrée comme « un édifice national magnifique (...) de la plus grande élégance. » Le quai était désormais le point d'embarquement d'un service réguliers de vapeurs desservant Belfast, Derry, Liverpool, Inverness, Campbeltown, les Îles Hébrides et « tous les points importants des Highlands. »

### La Révolution industrielle et le chemin de fer

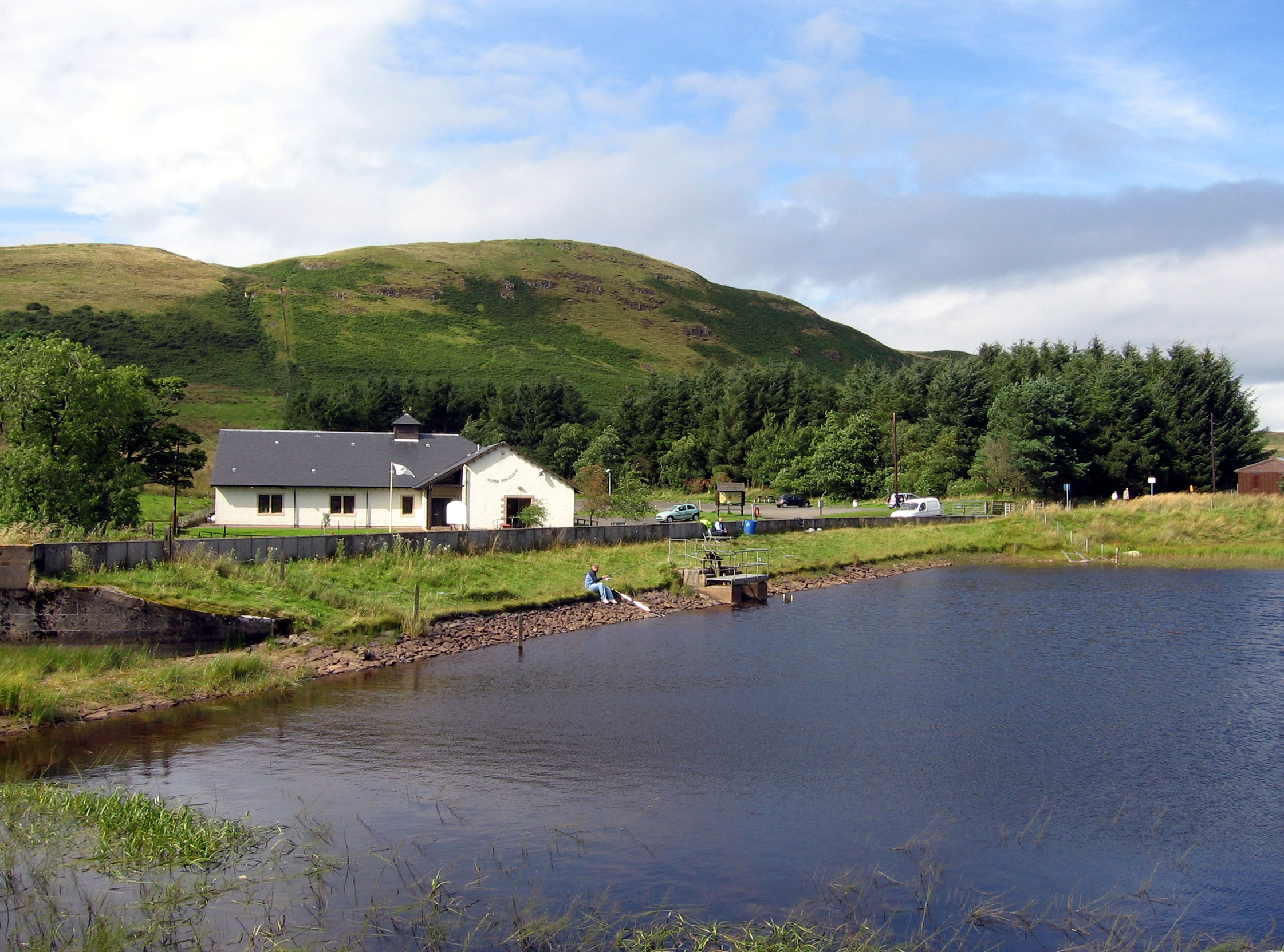
Centre d'interprétation de la rigole historique, The Cut.

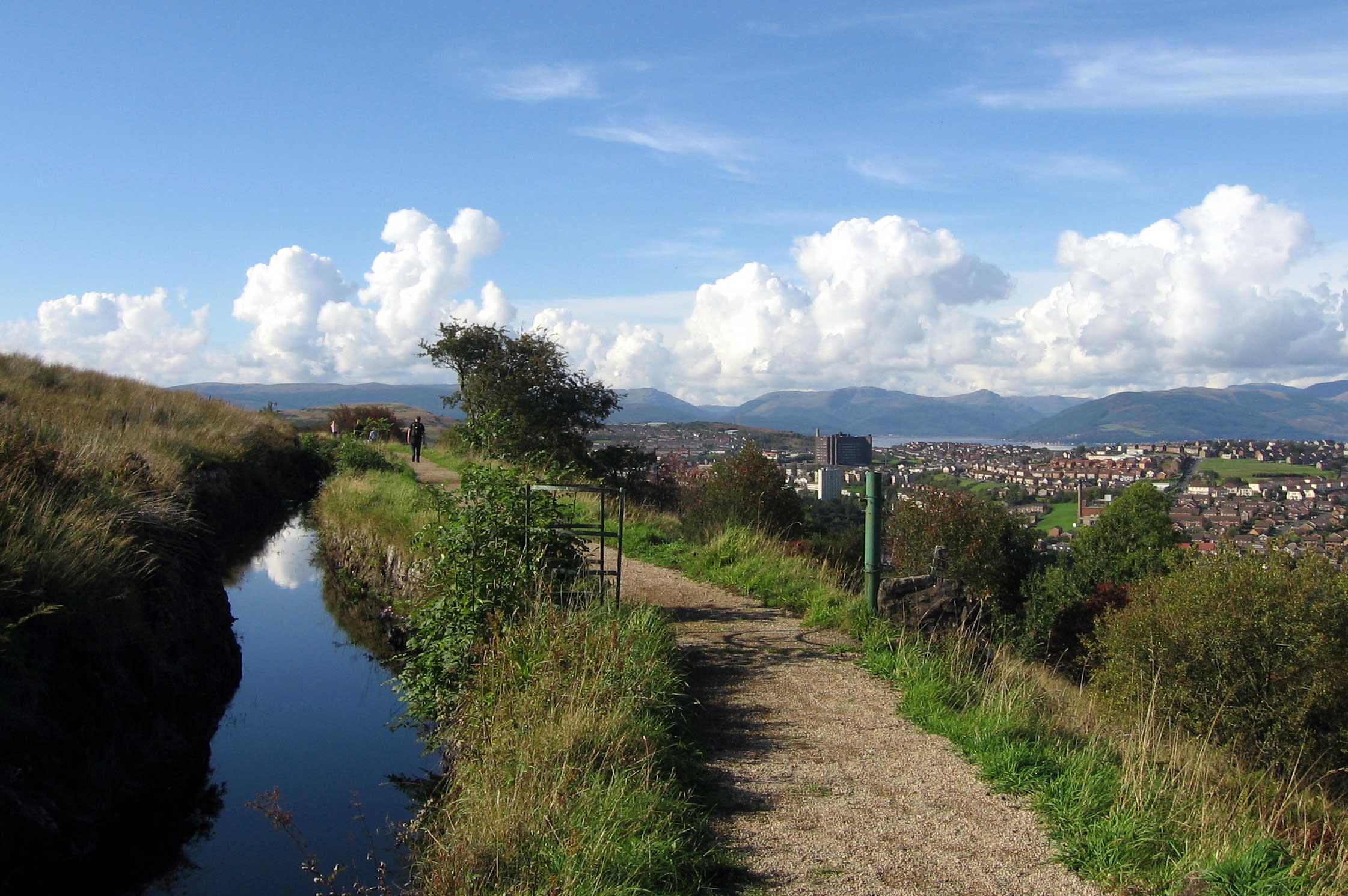
L'aqueduc d'alimentation des moulins de Greenock.

Greenock devint un grand centre industriel, l'énergie hydraulique étant utilisée pour transformer les matières premières importées. En 1827, Loch Thom (en) fut construit comme un réservoir avec l'aqueduc appelé The Cut, amenant l'eau à deux lignes de chute pour les moulins à eau alimentant une fabrique papetière, des filatures de laine et de coton, des raffineries de sucre et des chantiers navals.
La première gare de Greenock, au bout de Cathcart Street, a été inaugurée en 1841 : en permettant la connexion entre les arrivées des vapeurs stationnés dans l'estuaire de la Clyde, elle intensifia et accéléra le trafic entre la côte atlantique et Glasgow. Il n'était plus désormais nécessaire de descendre le fleuve en navire à aubes. En 1869, la Caledonian Railway fut prise de vitesse par sa rivale, Greenock and Ayrshire Railway, qui ouvrit une gare directement sur le port de Greenock : l'Albert Harbour station (rebaptisée par la suite « jetée des Princes »), desservie par un tunnel creusé sous les faubourgs ouest de Greenock. Pour retrouver une clientèle, Caledonian Railway décida d'étendre l'actuelle Inverclyde Line vers l'ouest jusqu'à Gourock, malgré les énormes déblais et les divers tunnels à creuser : l'un de ces tunnels longe entièrement Newton Street et passe sous le tunnel de la ligne concurrente pour aboutir à la gare de Fort Matilda. Les déblais furent réemployés pour réaliser une digue ferroviaire entre le littoral et terminal à grumes offshore de Gourock. La compagnie dut acquérir le château de Wester Greenock et ses annexes, pour creuser le tunnel jusqu'à la gare centrale de Greenock. L’emplacement du château, qui disparut dans l'opération, forme l'actuel Well Park.

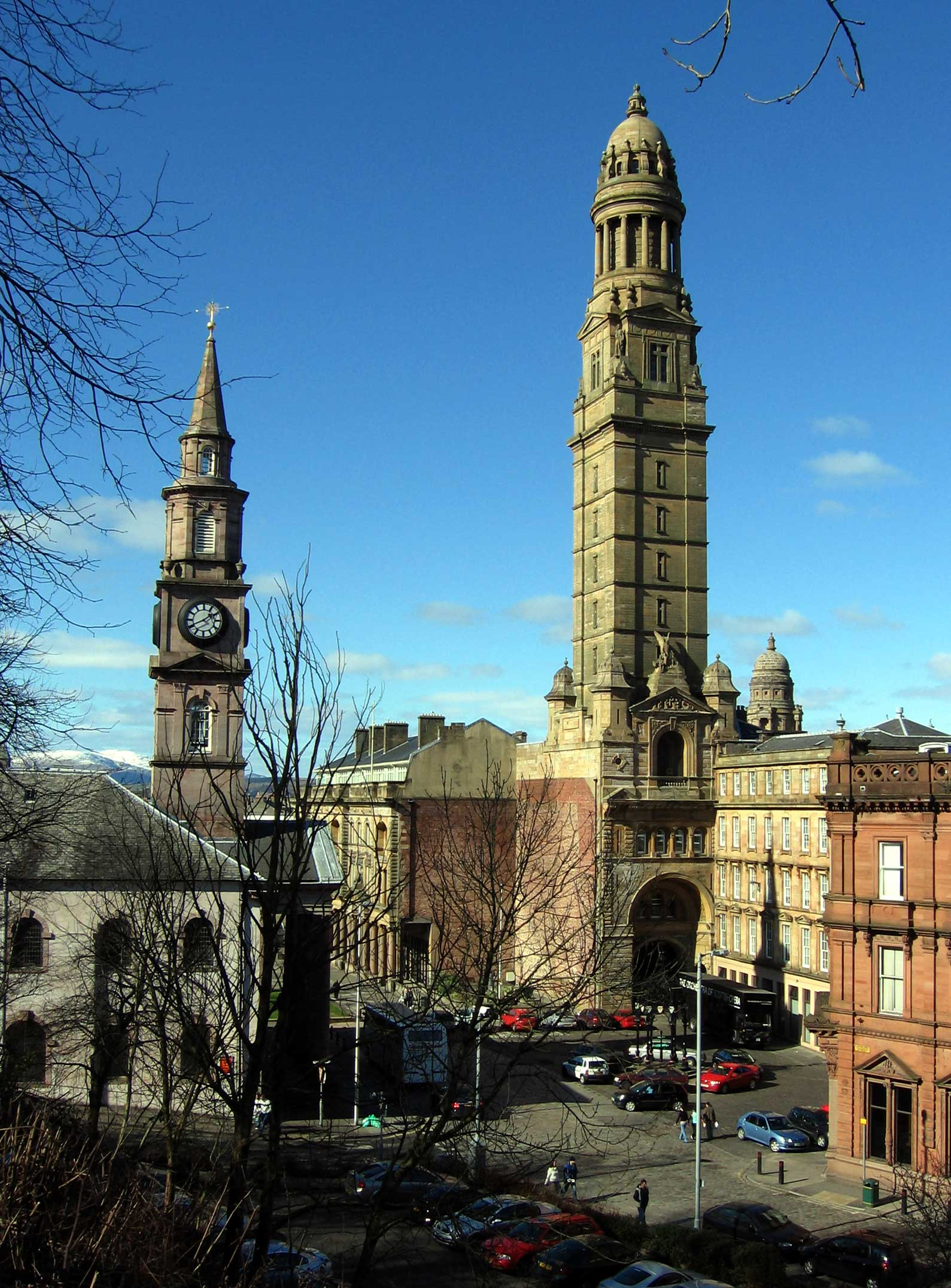
Vue aérienne du square de Cathcart, de la mairie et de la tour Victoria, avec, sur la gauche, le clocher de la Mid Kirk (1781).

En 1868, sept jeunes hommes de Greenock détournèrent un cargo en partance pour Québec : arrêtés à Terre-Neuve avec une extrême brutalité (même au regard des pratiques de l'époque), ils devinrent les protagonistes d'une cause célèbre. Lorsqu'on les ramena en Écosse, trois d'entre eux avaient péri. Le capitaine et son équipage jugés, furent désignés à la vindicte publique et condamnés à de courtes peine de travaux forcés par la cour du Sheriff.
La prospérité de Greenock inspira la construction d'un beffroi haut de 75 m, la Tour Victoria, inaugurée en 1886.

### Arsenal militaire
La Guerre anglo-américaine de 1812 raviva la crainte de raids américains contre les ports de Grande-Bretagne. Or les batteries côtières vétustes de l'estuaire de la Clyde avaient été démantelées, si bien qu'en 1813, la Royal Navy récupéra des terrains pour fortifier Whitefarland Point. La construction du Fort Matilda était achevée en 1818, mais il bénéficia de nouveaux aménagements tout au long du XIXe siècle. Les terrains vagues, à l'ouest du fort, étaient d'accès public mais en 1907 l'Amirauté en préempta une partie pour y aménager une usine de missiles. Elle rétrocéda en 1914 les terrains inutilisés à Greenock Corporation pour en faire un parc.
L'usine de torpilles (Clyde Torpedo Factory) démarra sa production en 1910. Elle employait 700 ouvriers détachés du Royal Arsenal de Woolwich. On y concevait et testait les torpilles dans le Loch Long. Au cours de la Seconde Guerre mondiale, ce ne fut plus qu'un site de production de torpilles. L'ancienne batterie côtière, juste à l'est, abrita les bureaux de la Royal Navy (voir l'article HMNB Clyde). Puis en 1947 il retrouva sa vocation de centre d'études, en tant que Torpedo Experimental Establishment (TEE). Le TEE a été dissout en 1959, ses missions étant reprises par l’Admiralty Underwater Weapons Establishment (AUWE), basé à Portland.

### Seconde Guerre mondiale

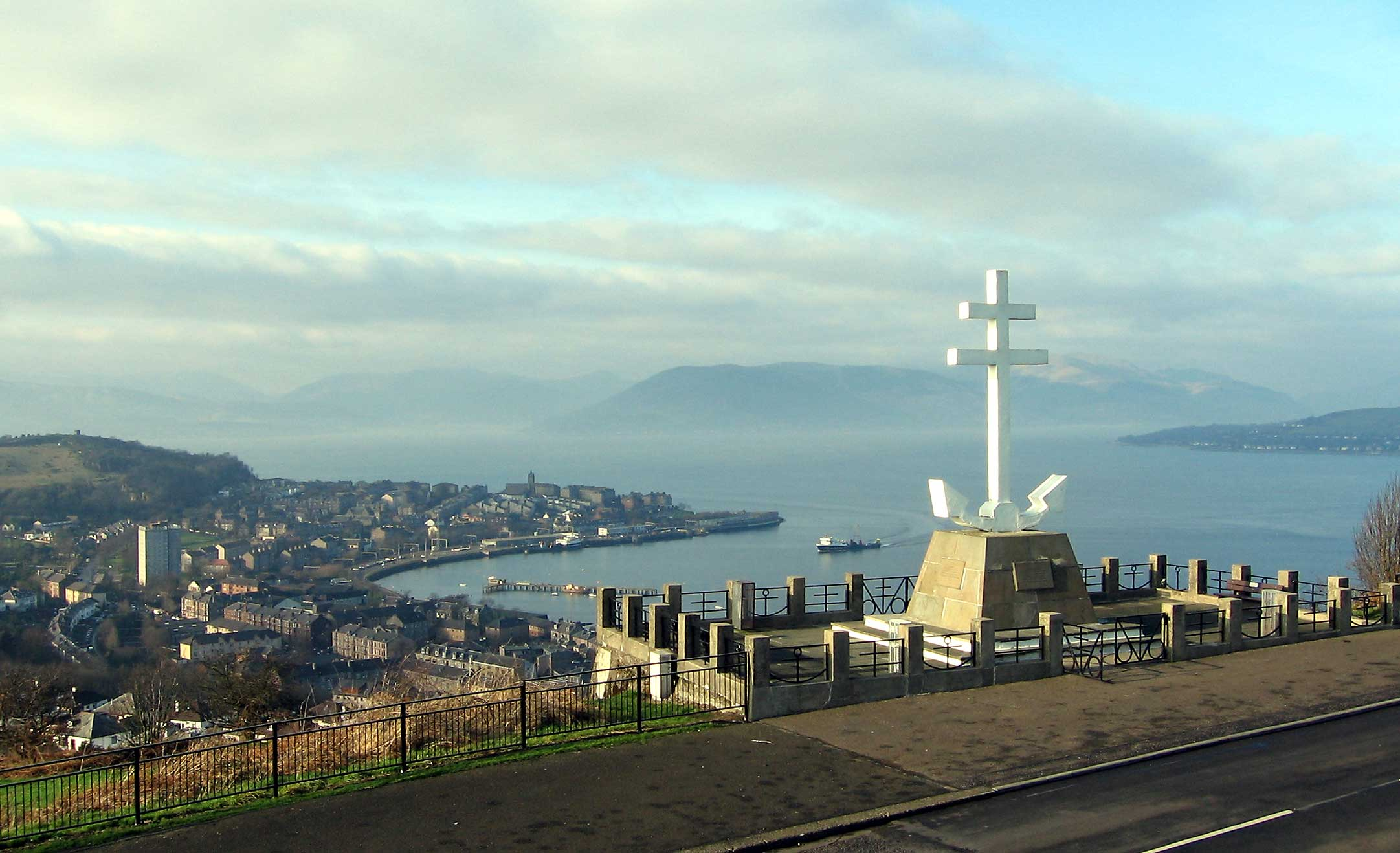
Le Mémorial de la France Libre au sommet de Lyle Hill surplombe la gare de Gourock.

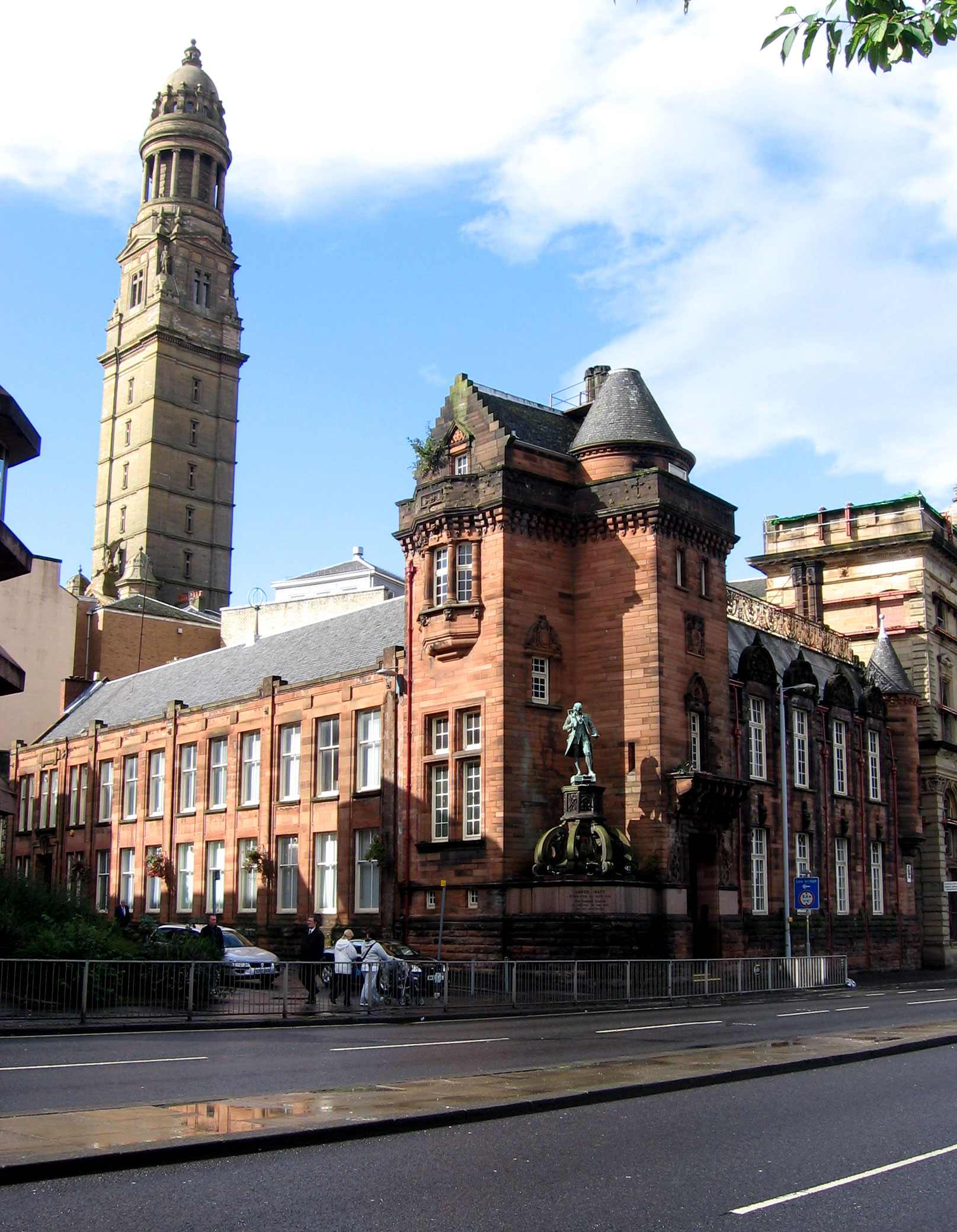
L'hôtel d'origine du James Watt College.

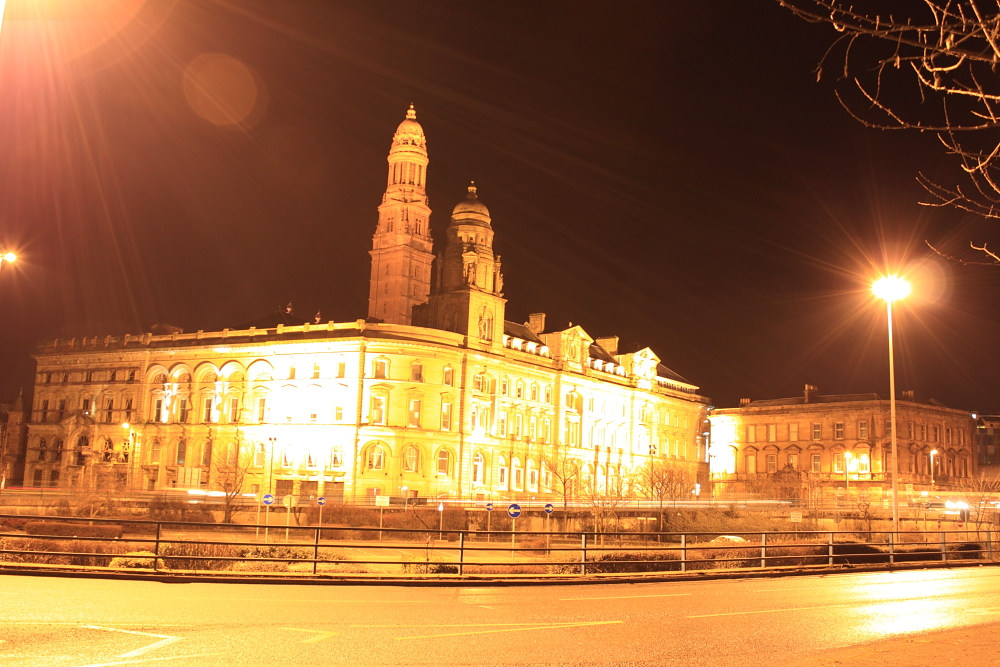
Les bâtiments municipaux de Greenock.

Tandis que son mouillage du Tail of the Bank devenait l'une des principales bases de la Home Fleet pendant la Seconde Guerre mondiale, et le point de regroupement des convois de l'Atlantique, Greenock était l'une des cibles favorites de la Luftwaffe : ainsi, au cours des deux nuits des 6 et 7 mai 1941 (Greenock Blitz), près de 300 bombardiers de la Luftwaffe attaquèrent la ville. Les ateliers de réparation RAF Greenock (créés le 10 octobre 1940), destinés aux appareils de porte-avions, furent touchés. Une grande filature sur la parcelle Cowan, à l'angle de la mairie fut soufflée par les bombes, ne laissant intact qu'un chaînage d'angle en brique "Cowan's Corner". Cette parcelle a ensuite été paysagée et aménagée en parc urbain. Le 30 avril 1940 le destroyer français de classe Vauquelin Maillé Brézé explosa au large de Greenock à la suite d'une erreur de manipulation de ses propres torpilles. Bien que ce désastre survînt avant l'institution des Forces Navales de la France Libre, beaucoup d'habitants considèrent que la Croix de Lorraine édifiée au sommet de Lyle Hill est autant un hommage aux marins disparus du Maillé Brézé qu'aux combattants de la France Libre qui ont embarqué depuis ce port.

## Économie
Greenock était encore florissante dans l'Après-guerre mais le déclin de l'industrie lourde, au cours des années 1970 et 1980, a mis le problème du chômage au premier plan. Ce n'est que depuis 2010 que, grâce à des investissements régionaux et à la reconquête de quartiers entiers, l'économie à rebondi. Outre le développement du terminal conteneur de Clydeport, le terminal à passagers transatlantique fait de Greenock une étape pour les navires de croisière.

## Tourisme

### Villas
L’opulence passée de Greenock se devine aux belles villas qu'on peut encore y admirer dans les faubourgs ouest, où résidaient naguère les armateurs, industriels et actionnaires. Elles s'étalent le long d'un littoral de plus d'un kilomètre, l'Esplanade, qui donne sur la Clyde vers Kilcreggan : un seul coup d’œil suffit pour comprendre que ce secteur a été préservé de toute industrialisation.

### Le temple d'Old West Kirk

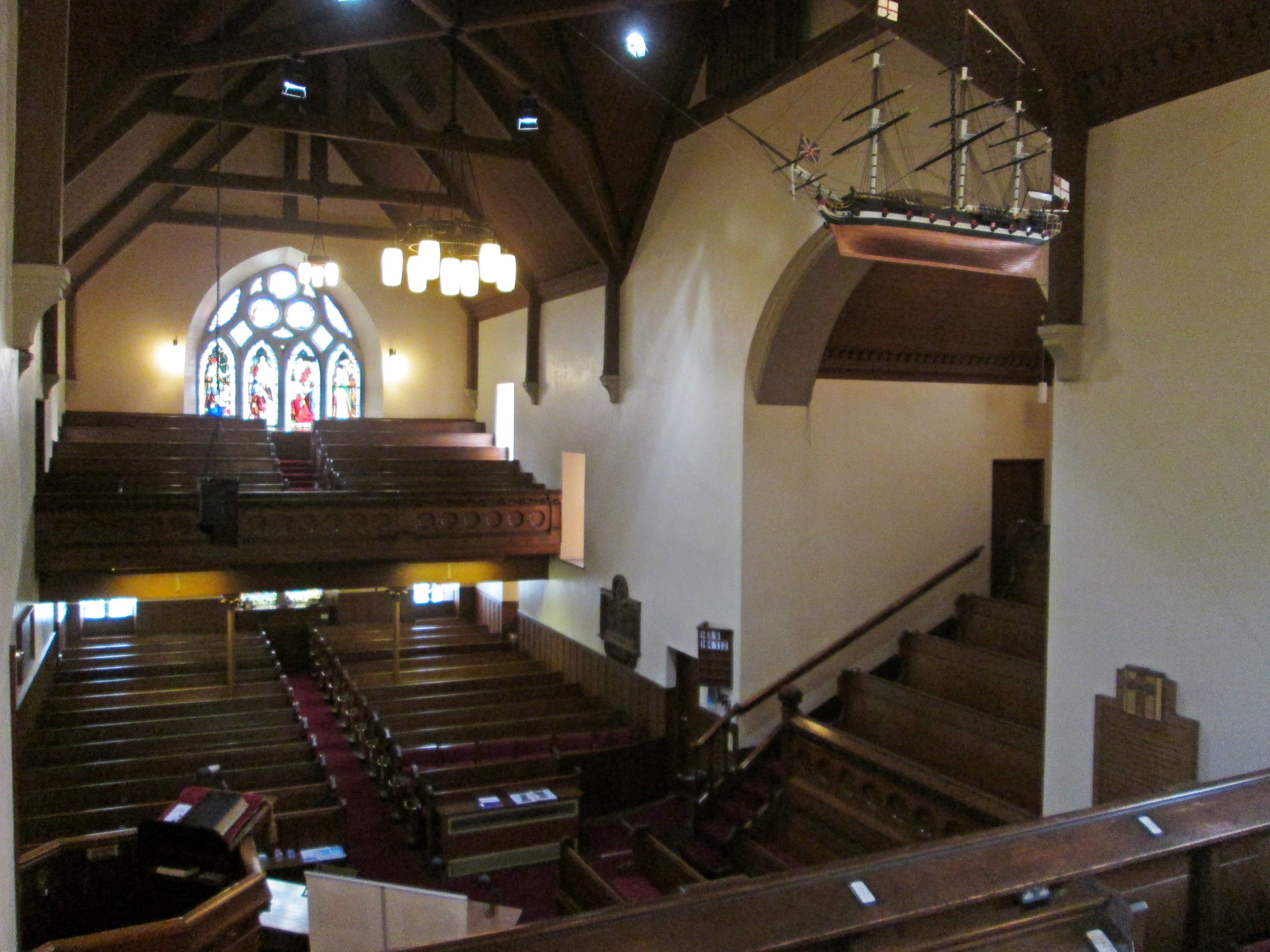
La charpente du temple affecte la forme d'une frégate de 20 canons ; à droite, l'aile réservée aux nobles.

L'Old West Kirk (en) est édifiée en 1591 à la demande du baron John Schaw : ce fut le premier édifice religieux construit en Écosse après la Réforme. Agrandie au fil des ans, l'aile des Schaw était meublée de bancs réservés aux aristocrates, et comportait un collatéral côté est. En face se trouve la galerie du chœur ou Crawfurdsburne, surhaussée par rapport à la grande entrée. Au sud de la nef, le déambulatoire de Sailor’s Loft date de 1698 et affecte la géométrie d'une frégate du XIXe siècle. Au nord, le déambulatoire de Farmer’s Gallery domine la nef de quelques marches. Le clocher est une extension du XIXe siècle.
En 1926, cette église a été déplacée pour permettre l'extension de l'arsenal d'Harland & Wolff (occupé aujourd'hui par la bande à conteneurs) : elle se trouve depuis sur l'Esplanade. Les armateurs ont financé la construction du Pirrie Hall au sud : inauguré en février 1925, il servit d'abri temporaire pour les messes, et permettait aux fidèles de voir l'avancement des travaux de la nouvelle église. Il fit ensuite office de salle paroissiale.
Le temple est remarquable par ses panneaux de vitre teintée, œuvres d'artistes comme Dante Gabriel Rossetti et Edward Burne-Jones.

## Personnalités nées à Greenock
- William Kidd (1645-1701), légendaire pirate.
- James Watt (1736-1819), ingénieur, mathématicien et physicien ayant laissé son nom à l'unité de puissance, le watt.
- William Wallace (1860-1940), compositeur, musicologue et pédagogue.
- W. S. Graham (William Sydney Graham, 1948-1986), poète.
- David Hopkin (1970-), footballeur international.
- Neil McCann (1974-), footballeur international.
- Harry Rennie (1873-1954), footballeur international.
- James Nelson (1901-1965), footballeur international
- Helen Dunsmore (1926-2019), chimiste et universitaire.

## Jumelage
- Cany-Barville
- Veulettes-sur-Mer, depuis 1946 - Veulettes est jumelée avec la ville de Greenock en Écosse depuis 1946. Charles Corruble décida en 1940 de rejoindre la Grande-Bretagne. Sa famille s’installa à Greenock jusqu'en 1944 et dès son retour à Veulettes, elle demanda ce jumelage qui fut le premier parrainage européen.
- Coatesville, une ville de Pennsylvanie, aux États-Unis.

- (en) Cet article est partiellement ou en totalité issu de l’article de Wikipédia en anglais intitulé « Greenock » (voir la liste des auteurs).